# Rubèn

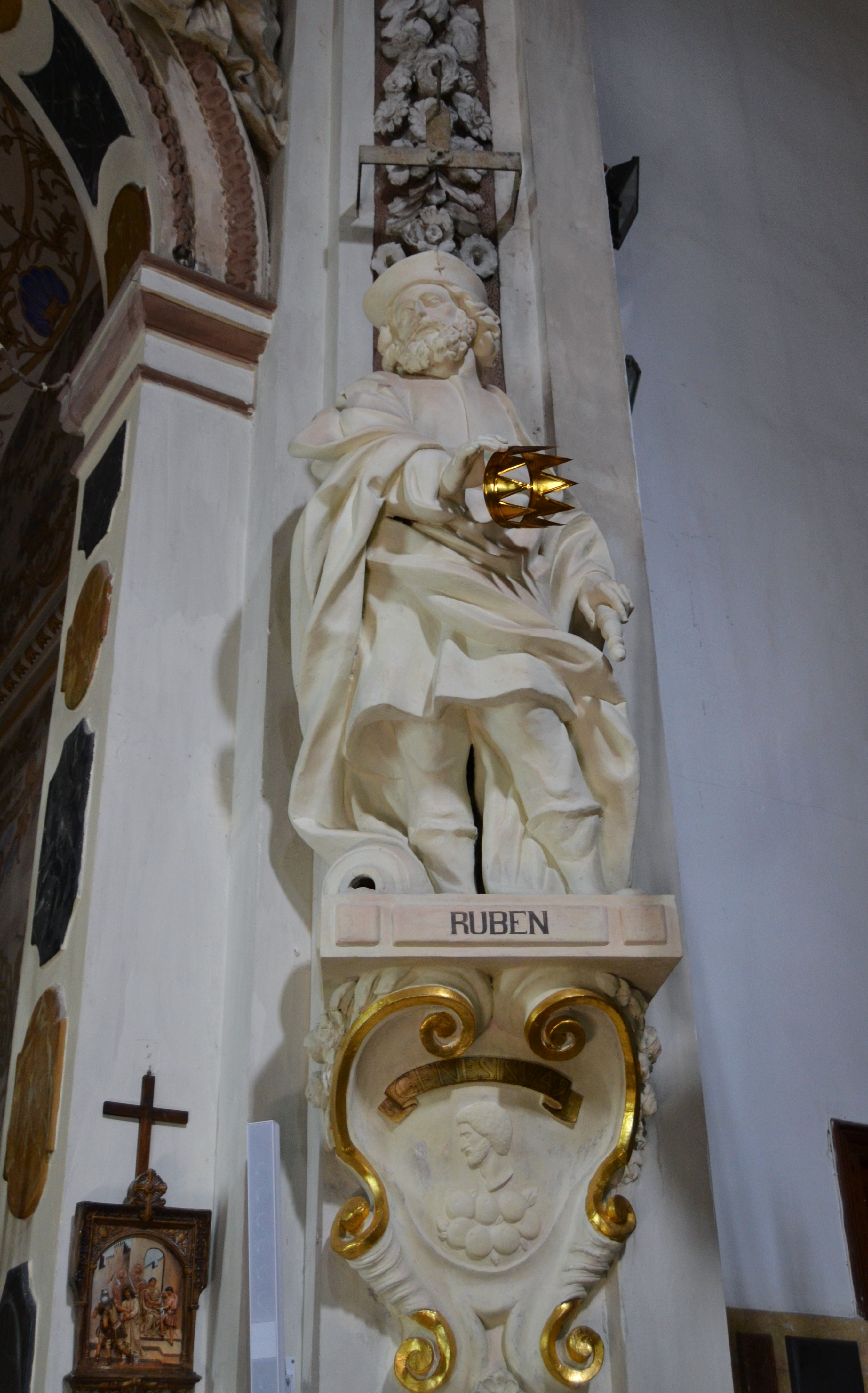
Estàtua de Rubèn a l'església de sant Joan del Mercat de València.

Segons el Gènesi, Rubèn (en hebreu רְאוּבֵן בן-יַעֲקֹב Rəûbēn ben Yahăqōb) era el primogènit dels dotze fills de Jacob, nascut de la seva primera esposa Lia. Va ser el patriarca de la Tribu de Rubèn.
Rubèn va néixer a Padan-Aram (Mesopotàmia), durant els anys que el seu pare Jacob va viure a casa del seu oncle Laban.
A la Torà s'explica que va mantenir relacions sexuals amb l'esclava de la seva mare, Bilhà, poc després que el seu pare Jacob i l'esclava engendressin Dan i Neftalí. En algunes versions, es nega aquest fet i s'explica que, després de la mort de l'esposa favorita de Jacob, Raquel, aquest va voler aparellar-se amb l'esclava Bilhà. Això va provocar que Rubén i son pare tinguessin una greu discussió. Sigui com sigui, el fet és que el seu pare Jacob el va castigar i, poc abans de morir, va repartir els drets que li pertocaven com a hereu entre altres germans seus:
- Els drets de primogenitura a Josep, el fill preferit de Jacob
- Els drets de sacerdoci a Leví.
- Els drets de cap d'Israel a Judà

Jacob va prosperar mentre vivia a casa de Laban, el seu oncle, i aviat van sorgir les enveges que van aconseguir enemistar les famílies de Laban i Jacob. Jacob va decidir marxar cap a Canaan.
La família va instal·lar-se prop de Siquem. Al cap d'un temps, quan Rubèn tenia quinze anys (segons tradicions jueves), la seva germana Dina va ser raptada pel príncep local, que la va violar. El pare del príncep va oferir a Jacob un casamant entre el violador i Dina, i la unió dels dos pobles per mitjà dels seus fills i les filles dels jueus. Els germans de Dina van dir als siquemites que no podien donar les seves dones a hòmens no circumcidats. Així, tots els hòmens de Siquem van ser circumcidats i dos dies després, Simeó i Leví van entrar a la ciutat i, aprofitant que els homes tenien dolors als genitals, els van matar a tots, van saquejar Siquem i es van apropiar dels seus ramats i de les seves dones i fills. Així que se n'assabentà, el patriarca Jacob va ordenar desfer el campament i anar-se'n de Siquem.
La família va traslladar-se per fi a Hebron, on Rubèn va conèixer el seu avi Isaac. Anys més tard, Isaac va morir i el van enterrar a la Cova de Macpelà.
Segons l'Èxode, Rubèn es va casar i va tenir quatre fills:
- Hanoc
- Hesron
- Carmí
- Pal·lú, pare de:
  - Heliab, pare de:
    - Nemuel
    - Datan
    - Abiron. Aquests dos últims juntament amb el quehatita Corè es van rebel·lar contra Moisès i serien exterminats.[3]

Un dia salvà el seu germà Josep de morir a mans dels seus altres germans a causa de l'enveja que li tenien. Els va proposar de deixar-lo, provisionalment, en un pou sec. Rubèn se'n va anar amb el ramat i, quan tornà, els seus germans li van explicar que havien venut Josep a un mercader d'esclaus. Quan arribaren temps de sequera, baixà amb els seus germans a Egipte per a comprar menjar. Allà es toparen amb el regent del país, qui els va confessar que era el seu germà Josep i els va perdonar a tots. Aleshores Rubèn i els seus quatre fills es van unir a la resta de la família i es van instal·lar a Egipte.
Segons el Llibre de Jasher, va morir a Egipte a l'edat de 125 anys i va ser enterrat a Palestina.